# Psilopogon zeylanicus
El barbudo cabecipardo (Psilopogon zeylanicus) es una especie de ave piciforme de la familia Megalaimidae que vive en el sudeste asiático.  Los barbudos reciben su nombre del pelaje que rodea sus fuertes picos. 

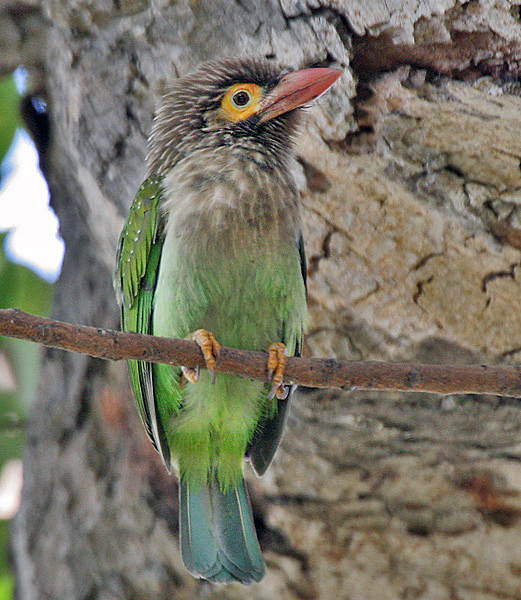
En el Parque nacional de Keoladeo, Bharatpur, Rajasthan, India.

Es un ave relativamente grande dentro de su género, de unos 27 cm. Es regordeta, con cuello corto, cabeza grande y cola corta. Los adultos tienen rayas marrones en cabeza, cuello y pecho, con una mancha amarilla circundando los ojos. El resto del plumaje es verde. El pico es grueso y de color rojo. Ambos sexos tienen aspecto similar.
El barbudo cabecipardo es un ave arborícola que se alimenta de frutas, principalmente de mangos, papayas, frutos maduros del jack, plátanos, higos y otros frutos cultivables, e insectos. Es bastante tolerante con los seres humanos y se la ve a menudo en zonas verdes de las ciudades. Realiza sus puestas en agujeros que realiza en los árboles de forma similar a los pájaros carpinteros, poniendo entre dos y cuatro huevos por puesta. Las parejas se turnan para incubar los huevos, a menudo se comunican entre sí usando sus llamadas Kura, kura a las que otros responden cuando uno comienza.
En Sri Lanka es conocido como Polos Kottoruwa en el idioma cingalés.

## Hábitat y distribución
Su hábitat incluye zonas verdes urbanas y silvestres con tendencia a evitar bosques espesos. Reside y cría en el subcontinente Indio, por toda la India y también puede ser avistado en Bangladés y Sri Lanka. El barbudo cabecipardo está siendo desplazando por el barbudo cariblanco (Psilopogon viridis) en las montañas Ghats occidentales y en zonas montañosas del sur de la península de la India aunque ambas especies cohabitan en muchos lugares. Aunque su población no ha sido cuantificada se considera que es común o muy común, sin que existan indicios de variación en su número.

## Galería de imágenes

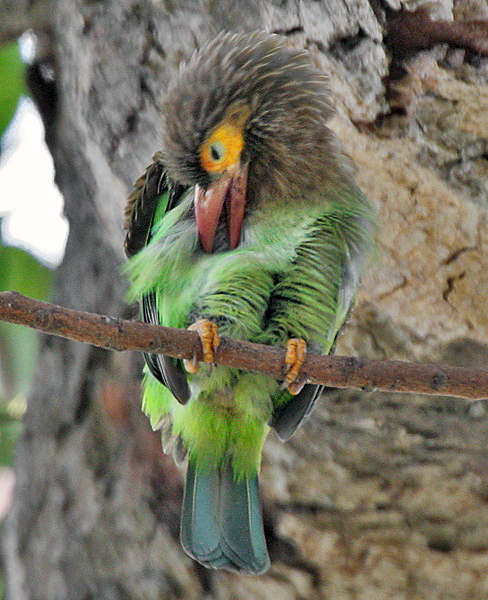
Acicalándose en el Parque nacional de Keoladeo, Bharatpur, Rajasthan, India.
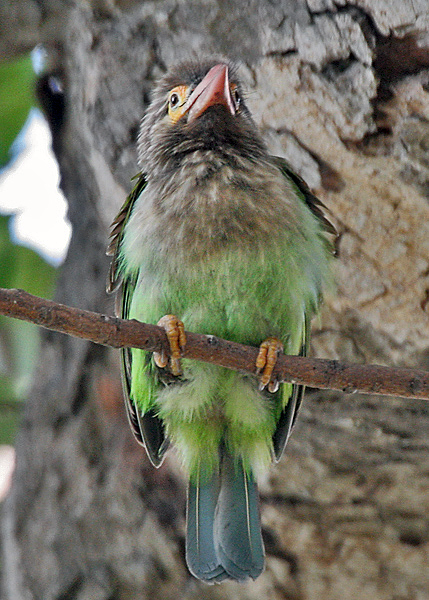
En el Parque nacional Keoladeo, Bharatpur, Rajasthan, India.
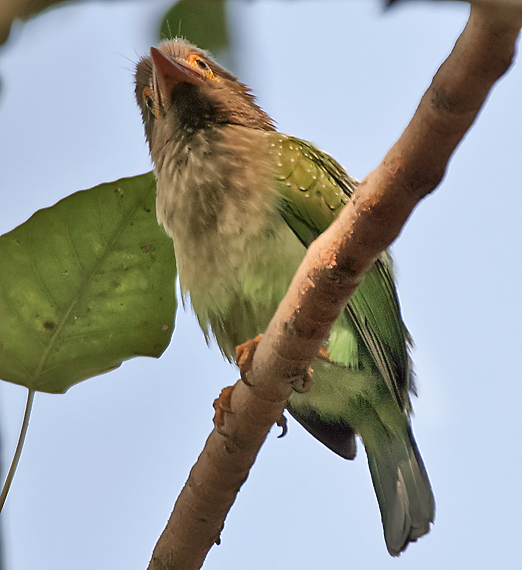
En el Parque nacional Keoladeo, Bharatpur, Rajasthan, India.
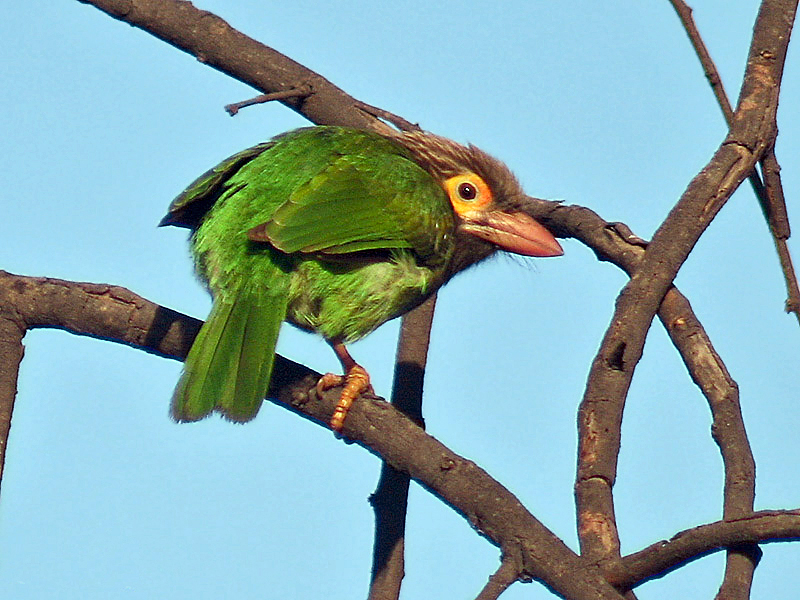
En  Bharatpur, Rajasthan, India.
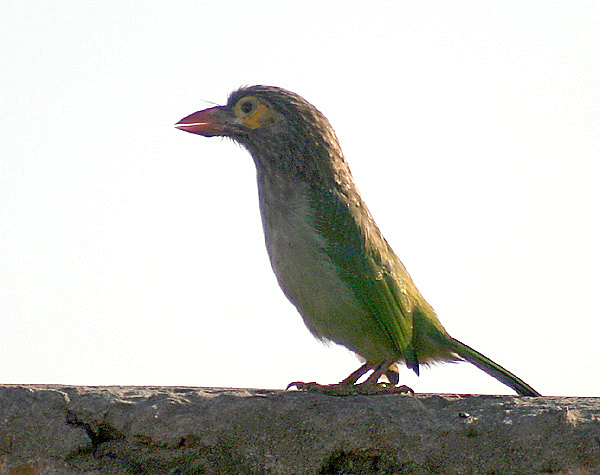
En Hodal en Faridabad, Distrito de Haryana, India.
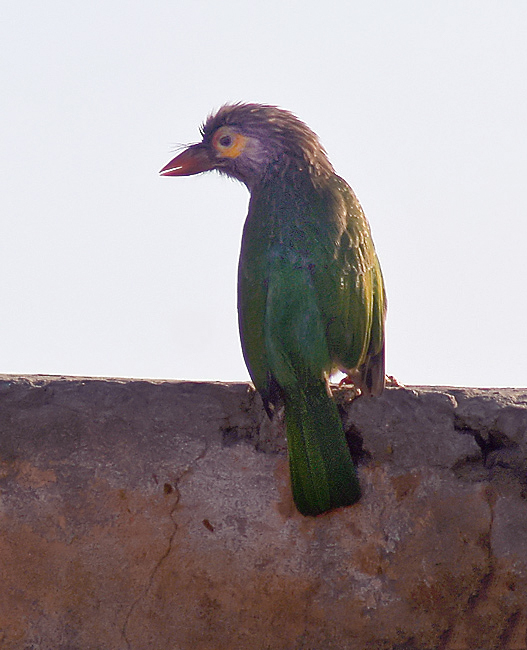
En Hodal en Faridabad, Distrito de Haryana, India.
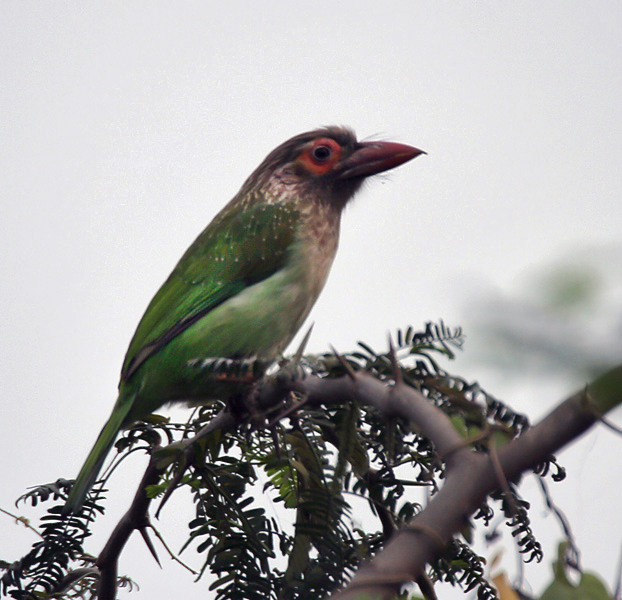
En  Delhi, India.
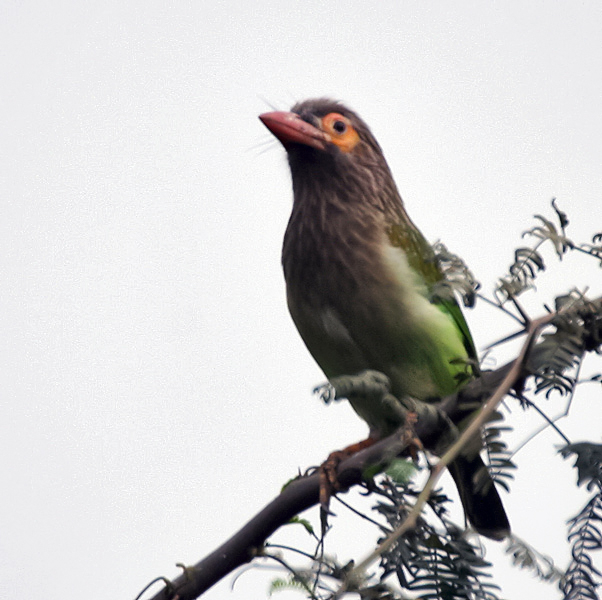
En  Delhi, India.